# El Turó de la Peira
|  | Aquest article tracta sobre el barri. Vegeu-ne altres significats a «Turó de la Peira». |

El Turó de la Peira és un barri del districte de Nou Barris de la ciutat de Barcelona. Té una superfície de 35 hectàrees i uns 16.186 habitants (2021).
La pineda frondosa, coronada per un mirador i una gran creu, que pertanyia a la finca de Can Peguera es va convertir en parc públic el 1936 però al començament de la dècada de 1960, les dimensions del parc es van reduir per la construcció de més de 3.000 habitatges arran d'un pla parcial durant l'època del desarrollismo. El projecte va ser dut a terme per l'empresa constructora de Romà Sanahuja Bosch. Construïts a corre cuita entre 1953 i 1961, aquests blocs estaven inicialment destinats a famílies d'origen humil, provinents dels diversos nuclis de barraquisme que encara hi havia a Barcelona. Durant la construcció d'aquests edificis es va fer servir ciment d'assecament ràpid, provocant aluminosi en els edificis a llarg termini. Es deia que el ciment, fabricat per Ciments Molins, adquiria en 24 hores la mateixa resistència que el ciment portland en 28 dies. Ciments Molins havia comprat la patent al Grup La Farge, però a França l’ús d’aquest ciment estava prohibit des de 1943. A Espanya va ser legal fins als anys setanta.
A principis de la dècada dels 1990 es detectà que nombrosos habitatges del barri patien aluminosi, una patologia del formigó que en degrada la resistència i posa en perill l'estructura dels edificis. Com a conseqüència uns 3.000 habitatges foren substituïts o rehabilitats.
Segons la divisió oficial de barris feta el 2006 el Turó de la Peira és delimitat pel passeig de Fabra i Puig, el carrer de Camós, el de Cornudella, el de Biure, el de Vila-seca, el de Pedret, el passeig d'Urrutia, el carrer del Doctor Pi i Molist i la plaça de Virrei Amat. El nom li ve del turó homònim, situat a la part nord-occidental del barri.

## Entitats
El Centre Cultural i Esportiu Turó de la Peira és un club de futbol del barri. Va néixer l'any 1957 de la fusió de dos petits clubs preexistents al barri, el C.D. La Peira i el C.F. Turonense. Vesteixen samarreta blanca amb una franja diagonal verda i pantalons verds. El C.C.E. Turó de la Peira també té diversos equips de futbol base i un equip de futbol femení. El juny de 2010 l'equip assolí l'ascens a la categoria Territorial Preferent en vèncer el C.F. Almacelles en una promoció a doble partit.

### Palmarès
Ha estat campió de: 
- Segona Territorial: 2002/03 Grup X, 2004/05 Grup X
- Tercera Catalana: 2017/18 Grup X